# Robles de Laciana
Robles de Laciana (Robres de Ḷḷaciana en patsuezu) es una localidad y pedanía perteneciente al municipio de Villablino, situado en la comarca de Laciana, León.
Está situado en la CV-101-13, saliendo de la CL-623.

## Demografía

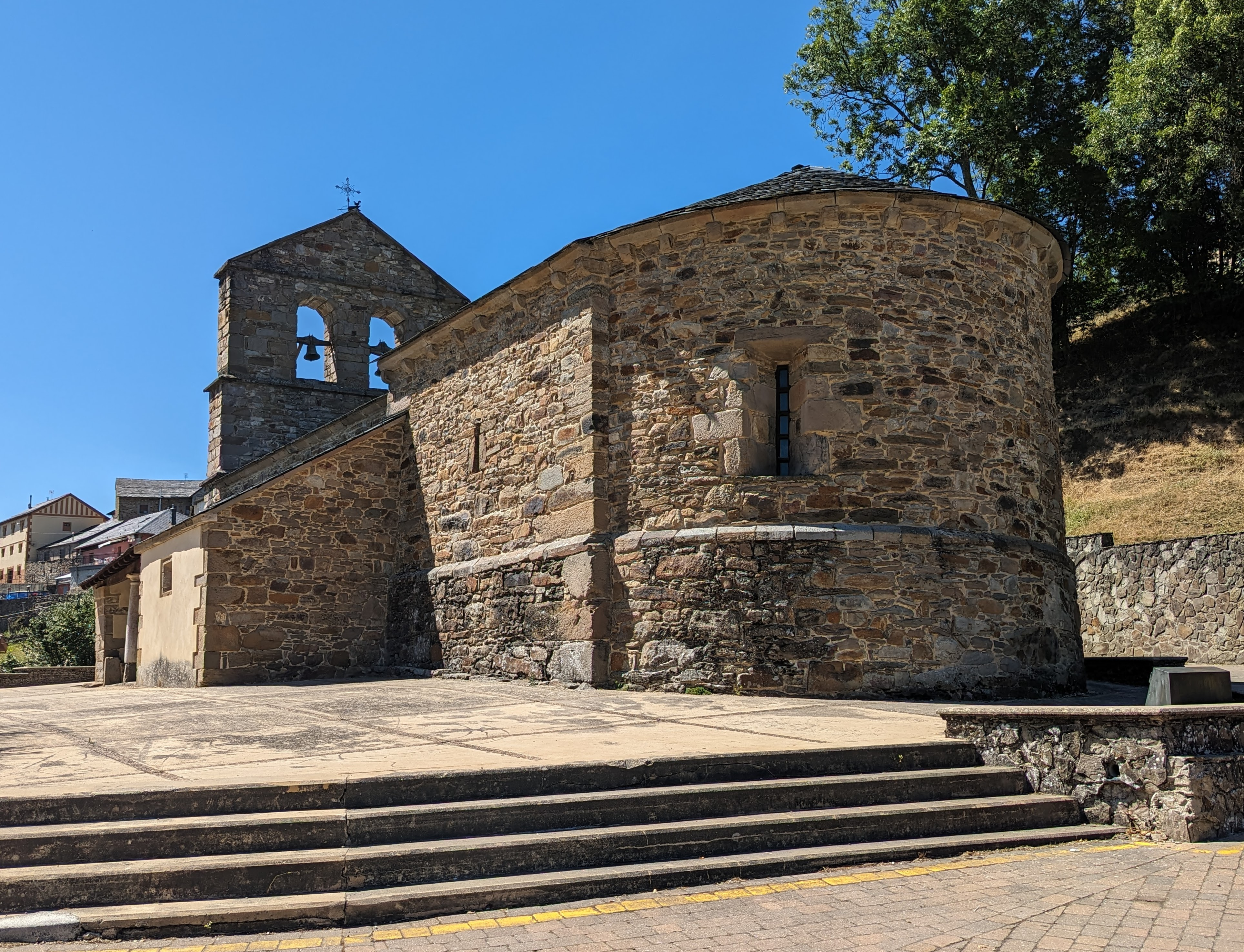
Iglesia de San Julián

Tiene una población de 116 habitantes, con 60 hombres y 56 mujeres.

## Vecinos ilustres
El 15 de octubre de 2018 fue enterrado en Robles de Laciana su vecino más ilustre, el pintor madrileño Eduardo Arroyo, que tuvo casa-taller en el pueblo, de donde era su madre y donde pasó parte de su infancia.